# Телятевский, Пётр Иванович
Князь Пётр Иванович Телятевский-Ватутин (ум. 1565) — голова, воевода, окольничий и боярин во времена правления Ивана IV Васильевича Грозного.
Из княжеского рода Телятевские. Старший сын боярина, князя Ивана Михайловича Меньшого Ватуты Телятевского (ум. 1512). Младшие братья — воеводы князья Дмитрий и Василий Телятевские.

## Биография
Князь Пётр Иванович 25 декабря 1542 года «по крымским вестем» был назначен первым воеводою Большого полка в Калуге.
В 1543 году возглавил первым воеводою передовой полк сначала на южной границе, затем на литовском рубеже. Во время полоцкого похода в октябре того же года первым начал штурм Полоцка со стороны ворот московской башни.
В январе 1544 года отправлен первым воеводою в Плёс.
В 1545 году 1 марта отправлен в Казанский поход на «нагорную сторону» со сторожевым полком вторым воеводой.
В 1547 году — первый воевода передового полка в Муроме,
В июле 1548 года командовал в том же Муроме сторожевым полком.
В 1549 году был пожалован в окольничие. С 20 апреля упоминается в шведском походе вторым воеводой первого сторожевого полка, а с «Ыльина дни» ему велено быть воеводою в Нижнем Новгороде.
В 1550 году во время второго зимнего государева похода на Казань, первый воевода в Нижнем Новгороде.
В 1551 году, в июле встречал ногайских послов в Москве, в сентябре первый воевода восьмого полка войск левой руки во время Полоцкого похода, а после направлен вторым воеводой в Рязань, где участвовал в походе против крымцев.
В июле 1555 года участвовал в государевом походе в Коломну и Тулу по «крымским вестям» и назван среди голов у великого князя в стане в сторожах.
В марте 1562 года с другими детьми боярскими поручился по князю И. Д. Бельскому в 10 тысяч рублей.
Зимой 1563 года князь П. И. Телятевский был пожалован в бояре и назван третьим среди бояр, сопровождавших царя Ивана Васильевича Грозного в походе на Полоцк. После похода отправлен воеводой в Калугу.
В 1564 году боярин князь П. И. Телятевский был первым воеводой полка правой руки в Калуге «от поля».
В 1565 году князь Пётр Иванович Телятевский-Ватутин скончался.

## Семья
Женат дважды:
1. Княгиня Мария, по которой князь Пётр Иванович 10 марта 1541 года дал вклад в Троице-Сергиев монастырь[4].
2. Княгиня Стефанида урождённая Тушина, в схиме Софья (ум. после 1570).

Имел детей:
- Князь Телятевский Андрей Петрович (ум. 1569) — опричник и воевода.
- Князь Телятевский Иван Петрович Зуб — в 1569 году по роспуску больших воевод оставлен первым воеводой Большого полка в Калуге.

## Критика
По вкладной книге Троице-Сергиева монастыря князь Пётр Иванович умер до 12 июня 1564 года.
Сын, князь Иван Петрович Зуб дал 11 февраля 1565 года вклад по отцу в Троице-Сергиев монастырь 50 рублей.
М. Г. Спиридов, А. А. Половцев, В. Н. Берх и А. Б. Лобанов-Ростовский в «Русской родословной книге» указывают дату смерти — 1566 год.
А. А. Зимин отмечает, что князь Пётр Иванович боярин с января 1561 года.
В разрядной книге отмечено, что князь Пётр Иванович боярин с ноября 1562 года.